# شاطئ طبرجا

شاطيء طبرجا، هو شاطيء لبناني في قرية طبرجا الساحلية في لبنان من قرى قضاء كسروان في محافظة جبل لبنان. يقع شاطيء طبرجا 《Tabarja Beach》 على شاطئ البحر في كسروان، وعلى بعد حوالي 20 كم من بيروت.
على البحر الأبيض المتوسط من الغرب وجبال لبنان البانورامية من الشرق تقع مدينة طبرجا الساحلية وشاطئها المتوسطي الجذاب، الذي سمي على اسم مدينة طبرجا الساحلية.

## المؤهلات السياحية والبنية التحتية
يقع شاطيء طبرجا (Tabarja Beach) على شاطئ البحر في كسروان، وعلى بعد حوالي 20 كم فقط من العاصمة اللبنانية بيروت، وهو عبارة عن مجمع سكني هادئ يحتوي الشاطيء على 3 أحواض سباحة أوليمبية، ومسبحين للأطفال، ومساحات خضراء جيدة، وهو شاطيء يمكن وصفه بصديق جيد للأسرة والسياحة العائلية ولرفاهية الأطفال والنساء من حيث البيئة والتجهيزات والإدارة والأمن.
كما تتوفر المنطقة على شاليهات بأحجام تتراوح بين غرفة واحدة وثلاث غرف تلبي الأذواق العائلية وللباحثين عن الهدوء والاستجمام والهاريين من ضغوط المدينة والاكتظاظ، تتوفر بالقرب منها عدة متاجر ومطاعم تقدم وجبات متنوعة سريعة ومطبخية .
كما تتوفر في المنطقة الشاطئية تجهيزات لا بأس بها تسد حاجيات السكان والزوار من ملاعب رياضية مختلفة (ملعب كرة القدم وملعب كرة السلة و5 ملاعب تنس وحمام سباحة ساخن وجاكوزي وساونا و Steam..

## إشكالية خوصصة الشاطيء من الأملاك العمومية إلى استثمارات خاصة
في عام 2011، عارض سكان قرية صفرا وهي القرية المجاورة لطبرجا مُخطط يرمي لطمر 27 ألف متر من بحر « نبع الحسون». وقد بقيت المنطقة لفترة طويلة عصية على محاولات تحويل الشاطئ إلى استثمار خاص.
حيث يعتبر شاطئ طبرجا، الصفرا والبوار مصدر رزق للكثير من أبناء المنطقة ومُتنفسا سياحيا مفتوحا لأبناء المنطقة ولسكان العاصمة بيروت أكبر مدن لبنان، حيث يصلون كل نهاية أسبوع إلى المنطقة للاستجمام والسباحة وممارسة الأنشطة الرياضية، فتكتظ شواطيء طبرجا برواد البحر والأنشطة السياحية الموازية لها من مطاعم ووجبات سريعة وغيرها.